# Distretto di Lingya
Il distretto di Lingya (苓雅區S, Língyǎ QūP) è un distretto della municipalità di Kaohsiung, situata a Taiwan.